# Beneventói Hercegség
A Beneventói Hercegség egy középkori longobárd államalakulat volt Dél-Itáliában

## A hercegség alapítása
A hercegség alapításának körülményei vitatottak. Egyes történészek szerint a longobárdok már jelen voltak Dél-Itáliában, amikor északi rokonaik meghódították a Pó síkságát, és a hercegséget valószínűleg már 571-ben megalapították. Más feltételezések szerint a hercegséget Zotto herceg alapította 590-ben, amikor csapataival megtelepedett Campaniában. Noha kezdetben önállóan vezette országát, Zotto később behódolt az észak-itáliai longobárd királyságnak. Utódjának unokáját, Arechist tette, ezáltal örökletessé téve dinasztiája számára a hercegi címet.

## Terjeszkedés
Zotto utódai révén a hercegség fokozatosan kiterjesztette területét a Bizánci Birodalom rovására. Zotto utóda, Arechis elfoglalta Capuát és Crotonét, kifosztotta Amalfit, azonban nem sikerült elfoglalnia Nápolyt. Halálakor a bizánciak birtokában csak Nápoly, Amalfi, Gaeta, Sorrento, Calabria valamint Puglia városai (Bari, Brindisi, Otranto stb.) maradtak. 662-ben I. Grimoald herceg segítségére sietett Godepert longobárd királynak, aki háborúba keveredett testvérével Perctarittal. A herceg elfogta és kivégezte úgy a király, mint az ellenfelét , elfoglalta Pavia városát és longobárd királlyá koronáztatta magát.
663-ban a bizánciak sikertelenül megostromolták Benevento városát és visszavonulni kényszerültek Nápolyba. Az akkori beneventói herceg, I. Romuald azonban rajtaütött a visszavonuló bizánciakon és Avellino mellett döntő vereséget mért rájuk. A Bizánci Birodalom és a Beneventói Hercegség 680-ban békét kötött.
A következő évtizedekben a hercegségnek sikerült kisebb területeket elhódítania a bizánciaktól, de a legfőbb ellenséget ekkor már az észak-itáliai Longobárd Királyság jelentette, miután Liutprand király többször is megpróbálta saját emberét ültetni a beneventói trónra. A király utódja, Ratchis, a Spoletói Hercegséget és a Beneventói Hercegséget idegen országoknak nyilvánította és megtiltotta a velük való kereskedelmet.

## Secundum Ticinum
758-ban Desiderius longobárd királynak sikerült egy rövid ideig elfoglalnia Spoletót és Beneventót. Miután 774-ben Nagy Károly elfoglalta a királyságot, II. Arechis Beneventóba menekült, ahol megpróbálta visszaállítani a longobárd királyok méltóságát és a várost Secundum Ticinum-nak nevezte (második főváros Pavia után). Félve a frankok támadásaitól elhagyta a királyi címet, helyette fejedelemnek nevezte magát. 787-ben Salerno ostroma után kénytelen volt elfogadnia Nagy Károly fennhatóságát. Arechis idején kibővítették Beneventót, falait megerősítették és felépítették az új fejedelmi palotát.
788-ban a Desiderius fia, Adelchis által vezetett bizánci seregek megtámadták a hercegséget, de III. Grimoald hercegnek sikerült visszavernie őket. A frankok ugyan segítettek elűzni Adelchist, de többször is megtámadták a hercegséget, kisebb-nagyobb területeket elfoglalva. 814-ben IV. Grimoaldnak sikerült békét kötnie a frankokkal így a hercegség is fokozatosan visszanyerte teljes függetlenségét.

## Hanyatlása
Noha a frankok állandó fenyegetése nem szűnt meg, a 9. században a Beneventói Hercegség elérte hatalmának csúcsát meghódítva Amalfit és megsarcolva Nápolyt. Sicardus herceg halála után Radelchis, egykori hadvezére ragadta magához a hatalmat annak ellenére, hogy a cím Siconulfot, a herceg fiát illette volna. A kettejük között dúló polgárháború eredményeként a hercegséget két részre osztották: északon a Beneventói Hercegség Radelchis vezetésével, délen a Salernói Hercegség Siconulf vezetésével. A meggyengült központi hatalom és a folyamatos szaracén támadások miatt számos helyi nemes (gróf, herceg) kikiáltotta függetlenségét.
899-ben a capuai I. Atenulf elfoglalta a Beneventót és egyesítette saját hercegségével. Az új államalakulatot oszthatatlannak nyilvánította és bevezette a társ-uralkodói rendszert: apa és fia uralkodása egyazon időben.
978-ban Pandulf herceg elfoglalta a Salernói Hercegséget, 981-ben pedig a Spoletói Hercegséget. Halála után Beneventót IV. Landulf, Salernót pedig II. Pandulf örökölte.
A 11. században Benevento jelentősége messze elmaradt Salerno és Capua mellett. 1022-ben II. Henrik német-római császár elfoglalta úgy Beneventót, mint Capuát. Rövid uralkodása után a normannok érkeztek a vidékre, akikkel a hercegség, amely a pápa fennhatósága alá tartozott törékeny kapcsolatot tartott fenn.
A normannok 1053-ban Robert Guiscard vezetésével foglalták el a hercegséget, akik a pápának ajándékozták. A hercegség hivatalosan 1081-ben szűnt meg, miután ismét visszakerült a pápa birtokába, rövid normann uralom után.
1806-ban Napóleon,  miután elfoglalta Benevento városát, Charles Maurice de Talleyrand-t nevezte ki herceggé. Rövid idejű hercegségének 1815-ben lett vége, amikor a franciákat kiűzték a Nápolyi Királyságból.

## Benevento uralkodói
- 571–591 Zotto
- 591–641 I. Arechis
- 641–646 I. Aiulf
- 646–651 Radoald
- 651–662 I. Grimoald (662-671 között longobárd király)
- 662–677 I. Romuald
- 677–680 II. Grimoald
- 680–706 I. Gisulf
- 706–732 II. Romuald
- 732–733 Adelais
- 733–740 Gregory
- 740–743 Godescalc
- 743–749 II. Gisulf
- 749–758 Liutprand
- 758–774 II. Arechis
- 774–787 II. Arechis II
- 787–806 III. Grimoald
- 806–817 IV. Grimoald
- 817–832 I.Sico I
- 832–839 Sicardus
- 839–851 I. Radelchis
- 851–854 Radelgar
- 854–878 Adelchis
- 878–881 Waifer
- 881–884 II. Radelchis
- 884–890 II. Aiulf
- 890–891 Orso
- 891-895 bizánci fennhatóság alatt
- 895–897 IV. Guy, Spoleto hercege
  - 897 Péter, beneventói püspök és régens
- 897–900 II. Radelchis (másodszor)
- 900–910 I. Atenulf
  - 901–910 I. Landulf, társuralkodó
- 910–943 I. Landulf
  - 911–940 II. Atenulf, társuralkodó
  - 940–943 II. Landulf, társuralkodó
  - 933–943 III. Atenulf, társuralkodó
- 943–961 II. Landulf, társuralkodó
  - 943–961 I. Pandulf, társuralkodó
  - 959–961 III. Landulf, társuralkodó
- 961–968 III. Landulf
- 961–981 I. Pandulf (Spoletó hercege 967-től, Salerno hercege 978-tól, Capua hercege 961-től)
  - 968–981 IV. Landulf, társuralkodó
- 981–1014 II. Pandulf
  - 987–1014 V. Landulf, társuralkodó
- 1014–1033 V. Landulf
  - 1012–1033 III. Pandulf, társuralkodó
- 1033–1050 III. Pandulf
  - 1038–1050 VI. Landulf, társuralkodó
- 1053–1054 Rudolf, pápai helytartó
- 1054–1059 III. Pandulf, pápai helytartó
- 1054–1077 IV. Landulf, pápai helytartó, társuralkodó 1059-ig
- 1078–1081 Robert Guiscard

## Fordítás
- Ez a szócikk részben vagy egészben  a   Duchy_of_Benevento Duchy of Benevento című angol Wikipédia-szócikk fordításán alapul.  Az eredeti cikk szerkesztőit annak laptörténete sorolja fel. Ez a jelzés csupán a megfogalmazás eredetét és a szerzői jogokat jelzi, nem szolgál a cikkben szereplő információk forrásmegjelöléseként.